# Menedem de Crotona
Menedem (en grec antic: Μενέδημος, en llatí: Menedemus) fou un ciutadà notable de Crotona. Va ser un dels dos generals de la ciutat nomenats per fer la guerra contra els exiliats que havien estat expulsats de Crotona el 317 aC en ocasió de la guerra contra Siracusa. L'altre general era Paró.
Els dos generals van derrotar els exiliats i als seus auxiliars bàrbars (sud italians) i els van matar a tots, segons diu Diodor de Sicília. Després va arribar al poder suprem a Crotona i en aquesta posició va entrar en aliança amb Agàtocles de Siracusa. Agàtocles el va trair i amb un atac inesperat es va fer amo de Crotona cap a l'any 295 aC.